# Calle Catedral
La calle Catedral es una arteria intercomunal del centro-poniente de la capital de Chile, que se inicia por el oriente en la Plaza de Armas, en la comuna de Santiago Centro, y finaliza en Avenida Matucana frente al Parque Quinta Normal.
Posteriormente, prosigue al atravesar eje General Velásquez en la comuna de Quinta Normal hasta calle Gaspar de Orense, para luego continuar una cuadra al sur hasta Las Rejas, donde vuelve sigue una cuadra al norte hasta terminar en una punta de diamante en la Avenida Portales, casi esquina San Alberto en la comuna de Lo Prado.

## Actualidad
En la actualidad la calle alberga importantes grandes edificios históricos y museos:

### Metro de Santiago
Actualmente, la Línea 5 del Metro de Santiago pasa subterránea desde estación Plaza de Armas, estación Santa Ana, estación Cumming, la estación fantasma Libertad y culmina en estación Quinta Normal.

### Correo Central
El edificio institucional de Correos de Chile se encuentra en calle Catedral, entre la Calle Plaza de Armas y la Calle Puente.

### Catedral Metropolitana de Santiago
La Catedral Metropolitana de Santiago se encuentra en calle Catedral esquina Bandera.

### Edificio del ex-Congreso Nacional de Chile
Ubicado en la calle Catedral entre la calle Bandera y la calle Morandé, se emplaza el ex-edificio del Congreso Nacional de Chile.

### Academia Diplomática de Chile
En la calle Catedral esquina calle Morandé se encuentra el Palacio Edwards, sede de la Academia Diplomática de Chile.

### Edificio institucional del Ministerio Público
En la calle Catedral 1437, entre Hermanos Amunategui y San Martín, se ubica el edificio institucional del Ministerio Público.

### Iglesia Santa Ana
En la calle Catedral esquina calle San Martín, se ubica la Basílica de Santa Ana, monumento nacional construido en 1806 y de estilo neoclásico-grecorromano.

### Edificio institucional del Ministerio de Desarrollo Social y Familia (Edificio Santa Ana)

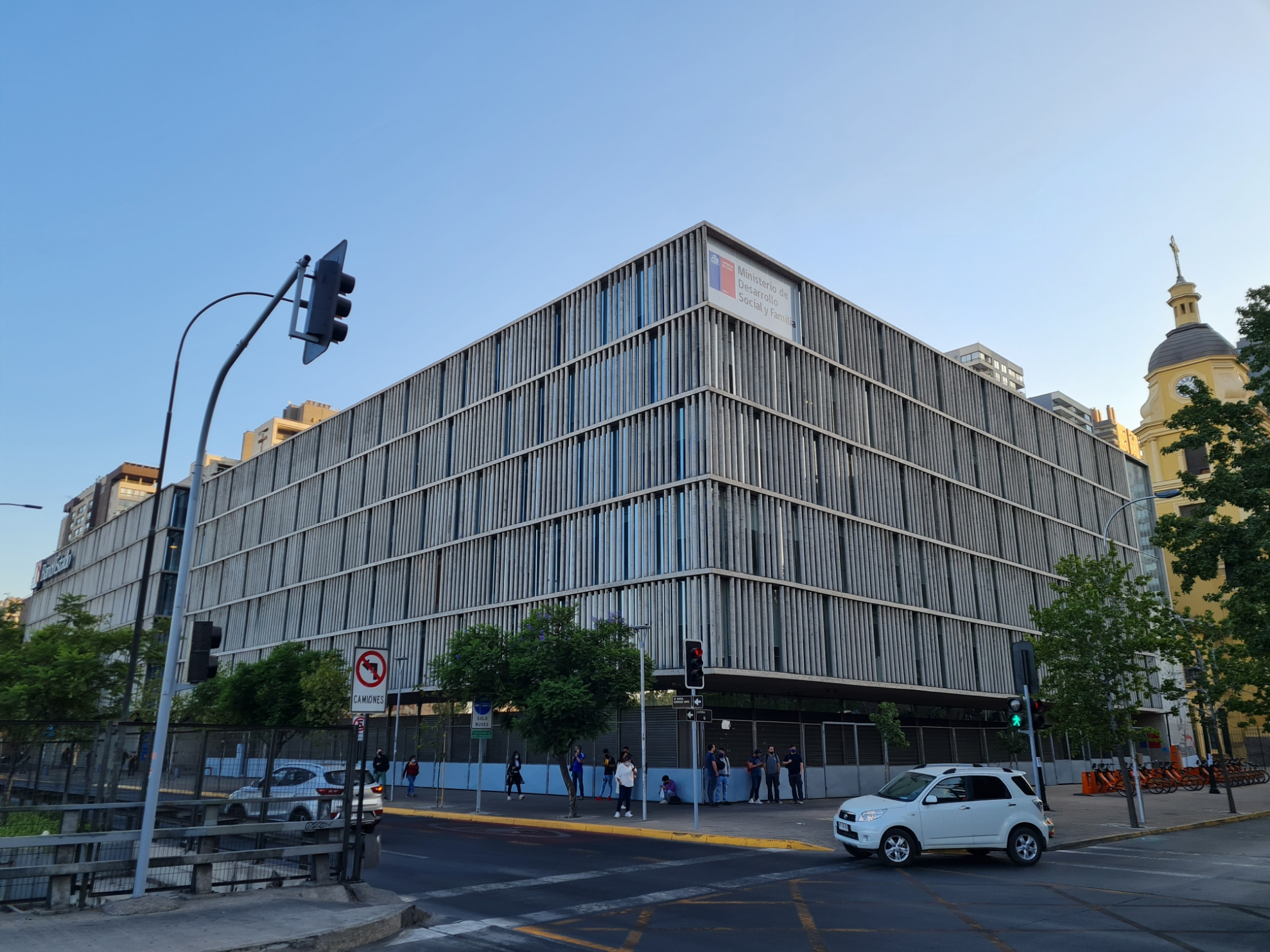
Sede central del Ministerio de Desarrollo Social y Familia en la esquina de las calles Catedral y Manuel Rodríguez

En la calle Catedral 1575 se ubica el edificio institucional del Ministerio de Desarrollo Social y Familia construido a finales de 2013 e inaugurado como edificio ministerial a fines de 2016. Anteriormente, el Ministerio de Desarrollo Social se encontraba en pleno centro de la ciudad de Santiago, en el Paseo Ahumada 80.

### Barrio Brasil
Según el sentido del tránsito vehicular, esta calle atraviesa el barrio en dirección Oeste-Este. Una particularidad es que aún se pueden ver las vías del tranvía a lo largo de la calle, lo que testifica el origen inglés en la planificación residencial de este sector de la capital.

### Registro Civil e Identificación
En Calle Catedral 1772 se ubica la Dirección Nacional de Comunicaciones Corporativas de la Insititución.

### Iglesia de los Capuchinos
En la calle Catedral 2345 se encuentra el templo católico construido entre los años 1853 y 1861 de la Orden de los Hermanos Menores Capuchinos.

### Provincial de Capuchinos
En la calle Catedral, esquina Arzobispo Gonzalez. La primera sede de este club social se encontraba originalmente en la calle Camino Privado, luego sería trasladado a la calle Bandera con Huérfanos, desde donde finalmente se trasladaría a la actual ubicación.

### Museo de la Memoria y los Derechos Humanos
En la esquina de Avenida Matucana y Catedral se ubica este espacio administrado por una Fundación.

### Parque Quinta Normal
El extremo poniente de Calle Catedral está enmarcado en este bello parque urbano en lo que fuera propiedad colonial de José Santiago Portales y Larraín, quien gentilmente donó los terrenos al Estado cuando se hizo necesario extender la ciudad debido al crecimiento que experimentó Santiago en los comienzos del siglo XX producto de la industrialización. Debido a esta deuda histórica que se produjo con la familia propietaria del terreno, es que el Consejo de Monumentos Nacionales declaró en el 2009 zona típica a un sector del Barrio Yungay , el cual también es cruzado por esta arteria vail.